# Corruption et trafic d'influence en droit français
La corruption et le trafic d'influence sont des délits voisins, réprimés en droit pénal français, qui consistent à donner ou recevoir des sommes d'argent, des biens ou des faveurs, en impliquant une personne publique.

## Application
La corruption et le trafic d'influence sont réprimés selon les mêmes articles du code pénal.
La jurisprudence et la doctrine estiment que les avantages éventuellement consentis ou promis n'ont même pas besoin de favoriser à la suite de l'influence du demandeur pour être constitutifs de l'infraction. En cela on dit du trafic d'influence qu'il est une infraction formelle.
Cette infraction a été créée à la suite du scandale des décorations de 1887. Elle est réprimée que l'on soit actif ou passif dans ce trafic d'influence.
Dans tous les cas, elle est punie au maximum de 10 ans d'emprisonnement et de 1 000 000 € d'amende depuis la loi du 6 décembre 2013. Des peines complémentaires sont envisageables comme :
- l'interdiction des droits civiques, civils et de famille pour une durée temporaire ;
- l'interdiction, pour une durée de cinq ans au plus, d'exercer une fonction publique ou d'exercer l'activité professionnelle ou sociale dans l'exercice ou à l'occasion de l'exercice de laquelle l'infraction a été commise ;
- l'affichage ou la diffusion de la décision prononcée dans les conditions prévues par l'article 131-35 du Code pénal[4].

Est également reconnue coupable de trafic d'influence, toute entité morale ou personne individuelle au service de l'État, d'un conseil régional, d'un conseil général, d'une municipalité, dont l'utilisation des biens ou des fonctions rattachées à l'État, à la région, au département, à la commune, ont servi à exercer un trafic ou réseau d’influence contraire aux principes républicains à l’égard des citoyens dans leur ensemble ou en particulier.

## Diverses catégories de corruption
Au-delà des articles 432-11 et 433-1 du Code pénal incriminant la corruption d'agent public, il existe des infractions spécifiques de corruption, sanctionnant des cas particuliers, comme la corruption de magistrat, d'agents de l'union européenne, ou encore d'agents publics étrangers.

## Autres actions échappant à la qualification de délit
Le lobbying (ou action exercée par un groupe de pression) est l'action qui consiste à défendre et faire valoir des intérêts particuliers auprès de personnes publiques.
Le lobbying peut comprendre des avantages en natures (voyages par exemple) qui ne sauraient être considérés comme un acte de corruption ou de trafic d'influence.
Cependant, le problème de la définition des limites entre pressions et corruption est régulièrement posé.